# Anton Dohrn Seamount
Der Anton Dohrn Seamount (auch Anton-Dohrn-Kuppe genannt) ist ein Guyot (Tiefseekuppe) im Norden des Rockall-Trogs im Nordost-Atlantik westlich der Hebriden. Er wurde von dem nach dem Zoologen Anton Dohrn benannten, deutschen Forschungsschiff Anton Dohrn aus entdeckt. Der Seamount liegt etwa 150 km östlich von Rockall in der ausschließlichen Wirtschaftszone des Vereinigten Königreichs.
Der Fuß des Seamounts liegt etwa 2.100 Meter unter dem Meeresspiegel, der höchste Punkt etwa 600 Meter. Sein Durchmesser beträgt etwa 40 Kilometer. Das Gipfelplateau des Seamounts ist von einer etwa 100 Meter dicken Schicht aus Sedimentablagerungen bedeckt. Vor 70 bis 40 Millionen Jahren traten regelmäßige vulkanische Aktivitäten auf.
Der Anton Dohrn Seamount ist von einem kleinen Graben umgeben, der eine größere Tiefe als das umliegende Gebiet hat.